# Guatteria megalophylla
Guatteria megalophylla är en kirimojaväxtart som beskrevs av Friedrich Ludwig Diels. Guatteria megalophylla ingår i släktet Guatteria och familjen kirimojaväxter. Inga underarter finns listade i Catalogue of Life.